# كينغزمان: الاستخبارات السرية (فلم)
كينغزمان: الاستخبارات السرية (بالإنجليزية: Kingsman: The Secret Service) هو فيلم جاسوسية وحركة وكوميديا بريطاني-أمريكي من إخراج ماثيو فون وسيناريو جين غلودمان وماثيو فون، مقتبس من الكتاب الهزلي الاستخبارات السرية للكتابان مارك ميلر وديف جيبونز. الفيلم من بطولة كولين فيرث وصامويل جاكسون ومارك سترونج وتارون إيجرتون ومايكل كين.
قصة تتبع المراهق غاري أونوين "إغزي" الذي يتم تجنيده وتدريبه ليصبح عضو في منظمة تجسس سرية تدعى "كينغزمان، بحيث ينضم إجزي إلى مهمة لمواجهة تهديد عالمي من ريتشموند فالنتين والذي يقوم بدوره الممثل صامويل جاكسون، وهو ثري مصاب بجنون العظمة يريد التعامل مع تغير المناخ. يلعب كولين فيرث ومارك سترونج ومايكل كين أدوارًا داعمة.
كينغزمان: الاستخبارات السرية عرض لأول مرة في مهرجان Butt-Numb-A-Thon في 13 ديسمبر 2014، وتم إصداره في المملكة المتحدة في 29 يناير 2015 والولايات المتحدة في 13 فبراير 2015. تلقى الفيلم تقييمات إيجابية بشكل عام من النقاد الذين أشادوا بشدة بتسلسل الحركة المنمنمة، والأداء التمثيلي، والشرير، والنتيجة، وروح الدعابة السوداء، على الرغم من انتقاد بعض المشاهد العنيفة والجنسية على أنها مبالغ فيها. حقق الفيلم أكثر من 414 مليون دولار في جميع أنحاء العالم، ليصبح أكثر أفلام فون نجاحًا تجاريًا حتى الآن. في عام 2015، فاز بجائزة Empire لأفضل فيلم بريطاني.
تم إصدار تكملة بعنوان كينغزمان: الدائرة الذهبية في سبتمبر 2017، مع عودة فون والممثلين الرئيسيين. من المقرر حاليًا إصدار مقدمة، ذا كينغزمان في 20 أغسطس 2021.

## القصة
تدور أحداث الفيلم حول عميل سري سابق يُطلب منه العودة مرة أخرى للعمل من أجل تدريب أحد العملاء السريين الجدد.
أثناء مهمة في الشرق الأوسط عام 1997، ضحى العميل السري لي أونوين بنفسه لحماية رئيسه هاري هارت. عاد هارت، الذي يلوم نفسه، إلى لندن لمنح أرملة لي، ميشيل، وابنها الصغير غاري «إيجزي» ميدالية منقوشة برقم مساعدة الطوارئ.
في وقت لاحق سبعة عشر عاما، إجزي هو النمطي كف، بعد أن خرج من تدريب ل مشاة البحرية الملكية على الرغم من ذكائه ومواهبه لكلا الجمباز والباركور. قيد الاعتقال لسرقة سيارة، يتصل إجزي بالرقم. يرتب هارت إطلاق سراحه ويوضح أنه عضو في Kingsman، جهاز استخبارات خاص أسسته النخبة البريطانية الذين فقدوا ورثتهم في الحرب العالمية الأولى وخصصوا أموالهم لحماية العالم؛ سميت المنظمة باسم متجر الخياطة الذي كان يرتدي ملابسهم في Savile Row، والذي يستخدمونه الآن كواجهة لقواعدهم. يوضح هارت، الاسم الرمزي «جالاهاد»، أن هناك منصبًا متاحًا، حيث قتل العميل «لانسلوت» على يد القاتل غزال أثناء محاولته إنقاذ الأستاذ الجامعي جيمس أرنولد من الخاطفين. يصبح إيجسي مرشح هارت.
يكتشف ميرلين أن البروفيسور أرنولد يعمل وكأن شيئًا لم يحدث. يحاول هارت استجوابه، لكن رقاقة صغيرة في عنق الأستاذ أرنولد انفجرت، مما أدى إلى مقتله. يتم تتبع إشارة التفجير إلى منشأة يملكها ريتشموند فالنتين، صاحب العمل في شركة Gazelle، وهو ملياردير الإنترنت وفاعل الخير الذي قدم للجميع في العالم بطاقات SIM التي تمنح اتصالاً خلويًا بالإنترنت مجانًا. يلتقي هارت، الذي ينتحل شخصية الملياردير المحسن، بعيد الحب وجهًا لوجه.
يتم إقصاء المرشحين الآخرين من خلال اختبارات تدريب خطيرة يديرها عامل الدعم الفني في Kingsman "Merlin"، حتى يتبقى فقط إجزي وRoxy، المرشح الذي أصبح صديقًا ل Eggsy. يرفض إجزي إكمال الاختبار النهائي - أطلق النار على جرو Pug قام بتربيته أثناء عملية التدريب، وأطلق على Roxy لقب "Lancelot" الجديد. يتعلم «هارت» علاقة عيد الحب بكنيسة مجموعة كراهية مغمورة في كنتاكي، ويسافر إلى هناك مرتديًا نظارات تحتوي على جهاز إرسال واستقبال فيديو. أثناء مشاهدة إجزي، يقوم Valentine بتنشيط بطاقات SIM في الكنيسة، مما يؤدي إلى إطلاق إشارة تجعل أبناء الأبرشية يصبحون عنيفين بشكل قاتل. تدريب هارت على التجسس يتركه الناجي الوحيد. خارج الكنيسة يشرح فالنتين ما حدث قبل إطلاق النار على هارت في وجهه، مما أدى إلى مقتله على ما يبدو.
عاد إجزي إلى مقر Kingsman ووجد أن Chester "Arthur" King، زعيم Kingsman، لديه ندبة على عنقه تمامًا مثل ندبة الأستاذ Arnold. يكشف كينج أن فالنتين يخطط لنقل «موجته العصبية» في جميع أنحاء العالم عبر شبكة الأقمار الصناعية، معتقدًا أن «إعدام» معظم الجنس البشري سوف يمنع انقراضه عن طريق الاحتباس الحراري. فقط أولئك الذين اختارهم عيد الحب لن يتأثروا. يحاول King قتل إجزي بمشروب مسموم، لكن إجزي يبدل النظارات مع King الذي يسمم نفسه.
شرع إجزي وMerlin وRoxy في إيقاف Valentine. تستخدم `` روكسي '' بالونات عالية الارتفاع لتدمير أحد أقمار عيد الحب وتفكيك الشبكة، لكن فالنتين يؤمن بديلاً. يطير Merlin إجزي إلى قاعدة Valentine، حيث يتنكر في صورة King. تم اكتشاف إجزي من قبل مجند Kingsman الفاشل، Charlie Hesketh، مما أدى إلى محاصرة كل من إجزي وMerlin. بناءً على اقتراح إجزي، يقوم Merlin بتنشيط أمان فشل الرقائق المزروعة، مما يؤدي إلى قتل كل شخص تقريبًا بشريحة. ينشط عيد الحب الإشارة، مما يؤدي إلى حدوث هرج في جميع أنحاء العالم يقتل إجزي غزال ويستخدم إحدى ساقيها الاصطناعية المشحونة لخداع عيد الحب وقتله، وإيقاف الإشارة وإنهاء التهديد. بعد ذلك، شارك في لقاء جنسي مع تيلدا، ولي العهد السويدي، الذي اختطفه فالنتين.
في مشهد سينمائي متوسط الحجم، يقدم إجزي، الذي أصبح الآن "Galahad" الجديد، لأمه وأخته غير الشقيقة منزلًا جديدًا بعيدًا عن زوج والدته الذي يسيء معاملته، والذي فقد وعيه بنفس الطريقة التي طرد بها هاري سابقًا رجل عصابات.

## طاقم الممثلين
- كولين فيرث بدور هاري هارت / جالاهاد
- سامويل إل. جاكسون دور ريتشموند فالنتين
- مارك سترونج بدور ميرلين
- تارون إجيرتون بدور جاري "إيجسي" أونوين
- مايكل كين بدور تشيستر كينج / آرثر
- صوفي كوكسون بدور روكسان "روكسي" مورتون / لانسلوت
- صوفيا بوتلة بدور غزايل
- سامنثا ووماك بدور ميشيل أونوين
- جيف بيل بدور دين بيكر
- إدوارد هولكروفت بدور تشارلز "تشارلي" هيسكث
- مارك هاميل دور الأستاذ جيمس أرنولد
- جاك دافنبورت بدور جيمس سبنسر / لانسلوت

تظهر هانا ألستروم وبيورن فلوبيرج في دور ولي العهد الأميرة تيلدا من السويد، ورئيس الوزراء السويدي مورتن ليندستروم، على التوالي. يصور جاك كاتمور سكوت روفوس سافيل، وليلي ترافرز يصور ليدي صوفي. لعب Jonno Davies دور Lee Unwin، والد إجزي ومرشح Kingsman السابق الذي ضحى بنفسه لإنقاذ Hart. صور نيكولاس بانكس ونيكولاس أجنيو وروان بولونسكي وتوم بريور، على التوالي، ديجبي باركر وناثانييل وبيرز وهوجو هيجينز، المرشحين الأربعة الآخرين لكينغسمان. لعبت فيونا هامبتون دور أميليا، موظف Kingsman الذي يتنكر كمرشح من أجل «الموت» خلال الاختبار الأول. لعب ريتشارد بريك دور المحقق أثناء الاختبار قبل الأخير، رالف إنيسون محقق الشرطة بعد اعتقال إيجسي، في حين لعب كوري جونسون دور البطولة كزعيم متعصب للكنيسة، وصوّر فيليبور توبيتش أكبر حمقاء في مشهد قتال البار. يلعب كل من Tobias Bakare وTheo Barklem-Biggs دور جمال وريان أصدقاء Eggsy.

## إنتاج

### تطوير
نشأ المشروع عندما كان مارك ميلار وماثيو فون في حانة يناقشان أفلام التجسس، وأعربوا عن أسفهم لأن هذا النوع أصبح جادًا للغاية على مر السنين وقرروا القيام «بأسلوب ممتع». للحصول على الوقت لصنع الفيلم، اضطر فون إلى الانسحاب من إخراج X-Men: Days of Future Past، والذي وصفه بأنه «قرار صعب حقًا». استنتج أنه إذا لم يفعل ذلك، «شخص آخر ... [سوف] يستيقظ ويقوم بعمل فيلم تجسس ممتع. بعد ذلك كنت سأكتب سيناريو دمويًا لن يرغب أحد في تأليفه».

### طاقم العمل
انضم كولين فيرث إلى فريق العمل لقيادة الفيلم في 29 أبريل 2013. تم الإبلاغ في البداية في عام 2013 عن أن ليوناردو دي كابريو كان يجري محادثات للعب دور الشرير، على الرغم من أن فون نفسه نفى لاحقًا أنه تم النظر فيه، مشيرًا إلى أنه اقترب من لعب الدور «كما سأكون البابا.» وبدلاً من ذلك ذهب دور الشرير إلى Samuel L. Jackson. تولى جاكسون الدور جزئيًا بسبب حلمه طوال حياته المهنية بأن يكون في فيلم جيمس بوند. نظرًا لأنه شعر أنه من غير المرجح أن يتحقق هذا، فقد تولى الدور، قائلاً «شعرت أن هذه كانت فرصة للعب دور شرير رائع حقًا في بوند.» تتميز شخصية جاكسون بلثغة ملحوظة، والتي كانت مستوحاة جزئيًا من التلعثم الذي كان يعاني منه خلال طفولته. في سبتمبر 2013، اختار فون صوفي كوكسون في دور البطولة، مفضلاً الوافد الجديد على المرشحين الأكثر وضوحًا مثل إيما واتسون وبيلا هيثكوت. تم اختيار مارك هاميل كبروفيسور جيمس أرنولد، في إشارة إلى شخصيته في الكتاب الهزلي المصدر الذي أطلق عليه اسم «مارك هاميل».

### التصوير
بدأ التصوير الرئيسي في 6 أكتوبر 2013 في ديبكوت، ساري، بميزانية يُقال إنها تمثل ثلث ميزانية Skyfall البالغة 200 مليون دولار. تم استخدام عقار Alexandra Road في كامدن لمنطقة منزل إجزي، وتم تصوير بعض المشاهد في Imperial College London. تم استخدام حانة بلاك برينس في كينينجتون، جنوب لندن، لمشاهد القتال المختلفة ومطاردة السيارات. تم توظيف Savile Row في Mayfair أيضًا كموقع ومن الخارج للخياطين Huntsman في رقم 12، الذي قدم الملابس، وJames Lock & Co. في St James's، التي قدمت القبعات. بينما تم نشر شائعات عن العديد من أجزاء المشاهير، بما في ذلك Adele، Elton John، Lady Gaga، وديفيد بيكهام، لم تثبت صحة أي من هذه الشائعات.

### موسيقى
في مايو 2014، أفيد أن هنري جاكمان وماثيو مارجيسون سيؤلفون الموسيقى للفيلم، بينما أُعلن في يوليو أن غاري بارلو سيكتب الموسيقى للفيلم. بالإضافة إلى ذلك، أغنية من ألبوم Take That السابع الثالث، "Get Ready for It"، تم تشغيلها خلال نهاية الاعتمادات.

## إصدار
أقيم العرض الأول للفيلم في لندن في 14 يناير 2015، حيث حضره المخرج Vaughn والنجوم Firth وEgerton وStrong، وأداء Take That موضوع الفيلم مباشرة. أقيم العرض الإقليمي الأول في غلاسكو في نفس وقت حدث لندن بالضبط، وتم بث لقطات حية من العرض الأول إلى غلاسكو. استضاف مارك ميلار أيضًا عرضًا خيريًا للفيلم قبل إطلاقه في غلاسكو لجمع الأموال لمدرسته القديمة، سانت بارثولوميوس. افتتح الفيلم في المملكة المتحدة في 29 يناير 2015. في الولايات المتحدة، خططت شركة 20th Century Fox لإطلاق الفيلم في 14 تشرين الثاني (نوفمبر) 2014، ولكن لاحقًا أجلته إلى 6 مارس 2015. تم نقله لاحقًا حتى 24 أكتوبر 2014، قبل أن يتأخر مرة أخرى حتى 13 فبراير 2015. تم عرض الفيلم في معظم دول أمريكا اللاتينية وإندونيسيا، مع إزالة مشهد الحركة في الكنيسة. المشهد، الذي يعتبره المخرج ونقاد الفيلم حيويًا، تم إزالته بالكامل تقريبًا، ولم يتبق سوى الإعداد والعواقب المباشرة.

### تسويق
تم إصدار الغلاف الورقي التجاري الذي جمع المسلسلات المصورة الهزلية في 14 يناير 2015. تعاون فون مع تاجر التجزئة الفاخر السيد بورتر لإنشاء خط ملابس مكون من 60 قطعة على أساس الفيلم. عمل السيد بورتر مع مصمم زي الفيلم، أريان فيليبس، لتصميم مفصل تناسب، بينما كل شيء من العلاقات والقمصان والنظارات، والمظلات، والأحذية والساعات تم تصميمها من قبل تراث العلامة التجارية مثل كاتلر والإجمالي، جورج كليفيرلي، ماكينتوش وBremont. هذا التعاون هو الأول من نوعه، مما يجعل كينغزمان: الاستخبارات السرية أول فيلم يمكن للعملاء من خلاله شراء جميع الملابس التي يرونها. يتضمن الفيلم أيضًا موضعًا هامًا لمنتج Adidas Originals.

### وسائط المنزل
تم إصدار الفيلم على رقمي عالي الدقة في 15 مايو 2015 وعلى Blu-ray وDVD في 23 يونيو. تم إصداره على 4K UHD Blu-ray في 1 مارس 2016.

## استقبال

### بوكس أوفيس
كينغزمان: الاستخبارات السرية حقق 414.4 دولار مليون في جميع أنحاء العالم 24.2 دولارًا تم إنشاء مليون من عمليات الاستحواذ من سوق المملكة المتحدة و128.3 دولار مليون من أمريكا الشمالية.
افتتح Kingsman في 30 يناير 2015 في السويد والمملكة المتحدة وأيرلندا ومالطا. في المملكة المتحدة، افتتح الفيلم بمبلغ 6.5 مليون دولار وظهر لأول مرة في المركز الثاني (خلف Big Hero 6). تم افتتاحه في نهاية الأسبوع التالي في بلدين إضافيين: أستراليا ونيوزيلندا. ظهر لأول مرة على شباك التذاكر في كلا البلدين وكان افتتاحه ناجحًا في أستراليا بمبلغ 3.6 مليون دولار. في عطلة نهاية الأسبوع الثالثة، كسبت 23 مليون دولار من 4844 شاشة في 39 دولة. تصدرت شباك التذاكر في ثلاث دول؛ سنغافورة، وهونغ كونغ، وتايلاند، التي سيطر عليها خمسون ظلال من الرمادي. في عطلة نهاية الأسبوع الرابعة، توسعت إلى ما مجموعه 54 دولة وحققت 33.4 مليون دولار من 5940 شاشة. كان أكبر افتتاح لها خارج أمريكا الشمالية في الصين حيث كسب 27.9 مليون دولار. وحدث افتتاح مرتفع آخر في كوريا الجنوبية (5.3 مليون دولار) روسيا ورابطة الدول المستقلة (3.6 مليون دولار)، تايوان (3.4 مليون دولار)، وفرنسا (3.3 مليون دولار).
في الولايات المتحدة وكندا، افتتح الفيلم في 13 فبراير وكان من المتوقع ظهوره لأول مرة بحوالي 28 دولارًا مليون. افتتح الفيلم في 3204 دور سينما وحقق 10.4 مليون دولار في يومه الأول، و15.4 مليون دولار في يومه الثاني و10.4 مليون دولار في يومه الثالث، لإجمالي عطلة نهاية أسبوع قدره 36.2 مليون دولار (11300 دولار لكل سينما في المتوسط)، الانتهاء الثاني في شباك التذاكر خلف Fifty Shades of Grey. خلال عطلة نهاية الأسبوع التي استمرت أربعة أيام في يوم الرؤساء، حققت 41.8 مليون دولار.

### نقد
قام موقع Rotten Tomatoes على الويب بتجميع عينات من 248 نقادًا وحكم على 75٪ من المراجعات بأنها إيجابية، بمتوسط تقييم 6.8 / 10، واصفًا الفيلم بأنه «أنيق ومخرب وفوق كل شيء مرح». على Metacritic، حصل الفيلم على متوسط درجات مرجح يبلغ 60 من أصل 100، بناءً على 50 نقادًا، مما يشير إلى «مراجعات مختلطة أو متوسطة». صنف محرك استعلام مراجعة الفيلم (MRQE) الفيلم عند 63 من أصل 100، بناءً على 108 مراجعة نقدية لفيلم. وفقًا ل CinemaScore، أعطى الجمهور الفيلم درجة "B +" على مقياس A + إلى F.
قال بيتر ترافيرز من رولينج ستون عن الفيلم، "فيلم الحركة هذا عن عملاء سريين بريطانيين اهتزت بشدة، ولم يتم تحريكها... حتى عندما يتوقف الأمر عن المنطق، فإن Kingsman هي متعة لا يمكن إيقافها ". قال جوردان هوفمان، الذي يكتب لصحيفة الغارديان، عن الفيلم، "إن روح 007 تغلب على هذا الفيلم، لكن سيناريو فون ... لديه ترخيص للسخرية. ... لا يمكن لأي شخص مشارك في الإنتاج أن يعتقد أنه يفلت من صنع مثل هذا السند الخشن. " قال هوفمان، بمقارنة الفيلم بفيلم كريستوفر نولان، "على الرغم من وجود الجد مايكل كين، إلا أن نغمة كينغسمان بعيدة كل البعد عن فيلم الأبطال الخارقين على غرار كريستوفر نولان. كثيرًا ما يتم تداول المحاكاة الواقعية من أجل الضحك الغني ". وصف بيتر برادشو، الذي يكتب لصحيفة The Guardian، الفيلم بأنه "محاكاة ساخرة مبتسمة، عديم السحر ومؤرخ بطرق غير مقصودة"، وعلق قائلاً "إنه فيلم يطالب دائمًا بالتهنئة على مدى" أناقته ".
انتقد بعض المراجعين تصوير الفيلم للعنف، والذي كان يعتبر تصويريًا جدًا للكوميديا. صرح أنتوني لين من مجلة نيويوركر، «القليل من الأفلام الحديثة حققت نجاحًا كبيرًا مثل فيلم Kingsman، وسوف يستمتع عدد لا يحصى من المشاهدين بالحماس الوقح لاختراعه.» ومع ذلك، كان لين ينتقد استخدام الفيلم للصور النمطية. استمتع مانوهلا دارجيس من صحيفة نيويورك تايمز بالفيلم، لكنه انتقد استخدام فون للعنف كأداة سينمائية، واصفاً إياه بأنه «مبالغة في السرد». كتب جيسون وارد من صحيفة الجارديان أن «كل شيء عن Kingsman موجود لإخفاء حقيقة أنه محافظ بشدة». تشمل أمثلة ه «[ر] تصوير خطة عيد الحب على أنها عودة إلى حقبة أقل خطورة من أفلام التجسس [والتي] تم الكشف عنها على أنها خدعة بدافع خفي لتقويض دعاة حماية البيئة». وبالمثل، نادي AV علق ' إغناتي فيشنيفيتسكي أن «بعيدا عن كونه فريق أمريكا على غرار ارسل تتكون من شهم تجسس الأفلام، Kingsman هو في الواقع أكثر رجعية من الأفلام انها الرجوع، بل اتجار في هذا النوع من المحافظين القيم بوند النقر أقترح مجرد [...] الشيء هو، والفيلم هو متعة، على الأقل من وجهة نظر التصميم المرئي، على الرغم من أنه من الصعب فصل الموضات في مفصل، والأدوات خمر المستقبل، والديكور الأرستقراطية من النظرة فوستي لها». قام Peter Sobczynski من موقع rogerebert.com، الذي أعطى الفيلم اثنين من أصل أربعة نجوم، بتشبيه نص Vaughn بفيلم التجسس المكافئ ل Scream وانتقد أيضًا الاستخدام المفرط للعنف المصور، على الرغم من تقديمه الكرتوني.
واجه صانعو الفيلم أيضًا بعض الانتقادات بسبب إسكات الجنس الشرجي في نهاية الفيلم.

### رأي النقاد بشكل عام
تلقى الفيلم مراجعات إيجابية من قبل النقاد. الفيلم حصل على تقييم 74% على موقع «روتن توميتوز»، بناءً على 163 مراجعة، مع متوسط تقييم 10/6.7. الأجماع النقدي في الموقع نص على: «متأنق ومخرب وفوق كل شيء ممتع» ميتاكريتيك أعطى الفيلم 59 من 100 بناءً على 38 مراجعة.

## 2019 دونالد ترامب فيديو
في أكتوبر 2019، تم عرض نسخة منقحة من مشهد قتال الكنيسة من الفيلم في مؤتمر لبعض أنصار الرئيس دونالد ترامب. أظهر الفيديو شخصية كولين فيرث، التي تم استبدال وجهها بشخصية ترامب، مما أدى إلى قتل الأشخاص الذين تم استبدالهم بالمثل بوجوه وشعارات أشخاص من وسائل الإعلام الإخبارية والنقاد والسياسيين المعارضين. أصدر البيت الأبيض بيانًا قال فيه إن الرئيس ترامب أدان الفيديو ولم يشاهده.

## تكملة
ذكر ميلار وفون أن التتمة ممكنة إذا كان الفيلم يعمل بشكل جيد في شباك التذاكر، وأعرب فون عن اهتمامه بإخراج التكملة. أشار فون أيضًا إلى أنه كان يأمل في عودة فيرث إلى التكملة، وأن سترونج كان مهتمًا بالعودة أيضًا. تم التأكيد على أن Taron Egerton قد تم التعاقد معه على التكملة. عندما سُئل عن كيفية دمج شخصية فيرث في التكملة، صرح ميلار أنه تمت مناقشة العديد من الأفكار، بما في ذلك إعطاء هاري هارت أخًا شريرًا، أو ربما تحويل الشخصية إلى شبح. أعلن فوكس أن هناك تكملة قيد الإعداد، لكن لم يكن واضحًا ما إذا كان فون سيعود إلى العمل المباشر. في 11 يونيو 2015، تم التأكيد على أن فون بدأ في كتابة التكملة، وأنه قد يعود لإخراجها. كان من المقرر أن يبدأ التصوير الرئيسي في أبريل 2016، بتاريخ 6 أكتوبر 2017. أفيد أن جوليان مور كانت تجري محادثات لتمثيل دور الشرير الجديد، وقد توقع هالي بيري كرئيسة لوكالة المخابرات المركزية. في 18 مارس 2016، تم تأكيد أن إدوارد هولكروفت يعيد تمثيل دور تشارلز «تشارلي» هيسكث.
كشف فون لاحقًا عن عنوان التكملة ليكون كينغزمان: الدائرة الذهبية. تتابع المؤامرة انضمام إجزي وMerlin إلى "Statesman"، نظيرهما الأمريكي بعد أن تم تدمير Kingsman بواسطة شرير الفيلم Poppy، الذي لعبه Moore. في 7 أبريل 2016، كشف إجيرتون عن الملصق الأول للفيلم، والذي ألمح بقوة إلى أن فيرث سيعود للفيلم ؛ يُظهر الملصق زوجًا من النظارات التجارية لهاري هارت مع إحدى العدسات المفقودة أسفل الشعار (اقتباس مستعار من مارك توين) ينص على أن «تقارير وفاتي مبالغ فيها إلى حد كبير». ستعيد صوفي كوكسون دورها في دور روكسي مورتون في التكملة. في اليوم التالي، أفاد الموعد النهائي أن بيدرو باسكال كان في محادثات لدور جاك دانييلز. في 12 أبريل 2016، أجرى Elton John محادثات حول الانضمام إلى فريق التكملة القادمة. لن يلعب جون دور شخصية، ولكن لديه وقت أمام الشاشة مثله. في اليوم التالي، أعلن Channing Tatum على حسابه على Twitter أنه سينضم إلى فريق التمثيل، ليأخذ دور الوكيل Tequila.

## روابط خارجية
- الموقع الرسمي
- مقالات تستعمل روابط فنية بلا صلة مع ويكي بيانات

لا توجد روابط لمواقع التواصل الاجتماعي.

لفتت